# Kampioenschap van Zürich 1982
Het Kampioenschap van Zürich 1982 was de 67e editie van deze eendaagse Zwitsers wielerwedstrijd, en werd verreden op zondag 2 mei 1982. Het parcours leidde van Zürich naar Zürich en ging over een afstand van 272 kilometer. 
De wedstrijd werd gewonnen door de Nederlander Adrie van der Poel.
De wedstrijd telde mee voor de Super Prestige Pernod.

## Uitslag
| Plaats  | Naam               | Ploeg                       | Tijd       |
| ------- | ------------------ | --------------------------- | ---------- |
| Winnaar | Adrie van der Poel | DAF Trucks-Tévé Blad-Rossin | 6u 49' 39" |
| 2       | Hubert Seiz        | Cilo-Aufina                 | z.t.       |
| 3       | Tommy Prim         | Bianchi                     | z.t.       |
| 4       | Wladimiro Panizza  | Del Tongo-Colnago           | z.t.       |
| 5       | Daniel Gisiger     | Hoonved-Bottecchia          | z.t.       |
| 6       | Jostein Wilmann    | Capri Sonne                 | z.t.       |
| 7       | Jacques Michaud    | Coop-Mercier-Mavic          | z.t.       |
| 8       | Willy Vigouroux    | DAF Trucks-Tévé Blad-Rossin | + 2' 01"   |
| 9       | Claudio Corti      | Sammontana                  | z.t.       |
| 10      | Walter Delle Case  | Atala-Campagnolo            | + 2' 12"   |

1914 · 
1915 · 
1916 · 
1917 · 
1918 · 
1919 · 
1920 · 
1921 · 
1922 · 
1923 · 
1924 · 
1925 · 
1926 · 
1927 · 
1928 · 
1929 · 
1930 · 
1931 · 
1932 · 
1933 ·
1934 ·
1935 ·
1936 ·
1937 ·
1938 ·
1939 ·
1940 ·
1941 ·
1942 ·
1943 ·
1944 ·
1945 ·
1946 ·
1947 ·
1948 ·
1949 ·
1950 ·
1951 ·
1952 ·
1953 ·
1954 ·
1955 ·
1956 ·
1957 ·
1958 ·
1959 ·
1960 ·
1961 ·
1962 ·
1963 ·
1964 ·
1965 ·
1966 ·
1967 ·
1968 ·
1969 ·
1970 ·
1971 ·
1972 ·
1973 ·
1974 ·
1975 ·
1976 ·
1977 ·
1978 ·
1979 ·
1980 ·
1981 ·
1982 ·
1983 ·
1984 ·
1985 ·
1986 ·
1987 ·
1988 ·
1989 ·
1990 ·
1991 ·
1992 ·
1993 ·
1994 ·
1995 ·
1996 ·
1997 ·
1998 ·
1999 ·
2000 ·
2001 ·
2002 ·
2003 ·
2004 ·
2005 ·
2006